# Ватт (король Сассексу)
Ватт (*Watt, д/н —бл. 700) — король Сассексу в 688—700 роках.

## Життєпис
Походив з роду вождів сакського племені хестінгів. Про нього відомо лише з окремих грамот. На думку дослідників Ватт разом з Нотгельмом після загибелі Кедвалли, короля Вессексу і Сассексу, очолив боротьбу проти Вессексу. Зрештою вдалося досягти самостійності. Після цього Сассекс було поділено з Нотгельмом: Ватт отримав Східний Сассекс.
Про володарювання Ватта майже відсутні відомості. Його стосунки з Вессексом невідомі. Втім більшість вчених вважають, що Ватт знову визнав зверхність Вессексу. Помер близько 700 року.